# (500405) 2012 TW108
(500405) 2012 TW108 es un asteroide perteneciente al cinturón de asteroides, descubierto el 18 de febrero de 2010 por el equipo del Mount Lemmon Survey desde el Observatorio del Monte Lemmon, Arizona, Estados Unidos.

## Designación y nombre
Designado provisionalmente como 2012 TW108.

## Características orbitales
2012 TW108 está situado a una distancia media del Sol de 3,027 ua, pudiendo alejarse hasta 3,405 ua y acercarse hasta 2,649 ua. Su excentricidad es 0,124 y la inclinación orbital 9,956 grados. Emplea 1924,03 días en completar una órbita alrededor del Sol.
Los próximos acercamientos a la órbita de Júpiter se producirán el 22 de septiembre de 2061, el 14 de septiembre de 2070 y el 5 de diciembre de 2108, entre otros.

## Características físicas
La magnitud absoluta de 2012 TW108 es 16,1.